# Iridomimus
Iridomimus (лат.) — род дорожных ос из подсемейства Pepsinae (Pompilidae). Известно 2 вида, эндемики Австралии. Короткокрылые мирмекоморфные осы, длина около 7 мм. Представители рода найдены в местах скопления муравьёв рода Iridomyrmex, с которыми внешне сходны.

## Описание
Мелкие дорожные осы фиолетово-чёрного цвета, длина тела около 7 мм. Крылья брахиптерные, редуцированные, около 2 мм (узкие с редуцированным жилкованием). Передние крылья редуцированные, около 2 мм, в виде стебелька, значительно длиннее терминальной, расширенной части, последняя с одной или двумя короткими жилками или без них, не выходят за основание второго метасомального тергита; задние крылья мельчайшие, не превышают постнотум. Постнотум поперечно полосатый, необычно длинный, примерно такой же длины, как очень короткие щитик и метанотум вместе взятые; грудной профиль заметно сужен на постнотуме и на мезоплевре, так что мезосома кажется образующей два отдельных узла как при дорсальном, так и при боковом виде; мезоскутум также необычно маленький; переднеспинка крупная, округлая, сужена сзади; мезоплевры тонкие, поперечная борозда слабая или практически отсутствует, расположена лишь на небольшом расстоянии от вершины. Ноги очень стройные, с несколькими короткими шипами, передние голени без шпоры, средние и задние голени с несколькими слабыми шипами; когти зубчатые. Второй стернит метасомы с поперечной бороздой, вершинный тергит сильно волосистый, но без толстых щетинок. Голова без необычных элементов, наличник поперечный, усеченный, усики длинные и тонкие, основания мандибул слабо отделены от основания глаз; глаза сходятся вверху, их внутренние края совсем не выемчатые; оцеллии хорошо развиты

## Систематика
Известно 2 вида. Род был впервые описан в 1970 году американским энтомологом академиком Говард Эванс (Howard Ensign Evans; 1919—2002). По таким признакам, как строение головы и метасомы род имеет близкое сходство с таковыми у представителей рода Priocnemis, и этот род возможно произошёл от рода Priocnemis, который претерпел множество модификаций торакса в результате утраты способности к полету и эволюции муравьиной мимикрии. Хотя шипы на вершинах голеней несколько раздвинуты (как у представителей подсемейства Pompilinae), к этому состоянию приближаются несколько других родов из подсемейства Pepsinae, и автор первого описания отнес этот род к этому подсемейству и к трибе Cryptocheilini, которая очень хорошо представлена в Австралии.
- Iridomimus spilotus Evans, 1970
- Iridomimus violaceus Evans, 1970

## Распространение
Австралия. Редкие осы, известны только по двух экземплярам самок (голотипам двух видов) из Северной Территории и Южной Австралии.